# The Freewheelin' Bob Dylan
The Freewheelin' Bob Dylan este al doilea album de studio al cântărețului Bob Dylan lansat în mai 1963 de Columbia Records.
Albumul de debut al lui Dylan, Bob Dylan a conținut doar două cântece originale. Freewheelin' a conținut doar două cover-uri: tradiționala "Corrina, Corrina" și "Honey, Just Allow Me One More Chance". Toate celelalte melodii au fost originale ale lui Dylan iar albumul Frewheelin a arătat pentru prima dată talentul său de liricist. Piesa "Blowin' in The Wind" va deveni una dintre cele mai cunoscute melodii ale lui Dylan. În Iulie 1963, cântecul a devenit hit internațional pentru trio-ul folk Peter, Paul & Mary.
The Freewheelin' Bob Dylan a ajuns până pe locul 22 în SUA, mai târziu devenind hit în Marea Britanie unde va atinge locul 1 în 1965. A fost una dintre cele 50 de înregistrări alese în 2002 de Biblioteca Congresului Statelor Unite ale Americii pentru a fi incluse în Registrul Național de Înregistrări.
În 2003 albumul a fost clasat pe locul 97 în Lista celor mai bune 500 de albume ale tuturor timpurilor stabilită de revista Rolling Stone.

## Tracklist
1. "Blowin' in The Wind" (2:48)
2. "Girl from The North Country" (3:22)
3. "Masters of War" (4:34)
4. "Down The Highway" (3:27)
5. "Bob Dylan's Blues" (2:23)
6. "A Hard Rain's a-Gonna Fall" (6:55)
7. "Don't Think Twice, It's Alright" (3:40)
8. "Bob Dylan's Dream" (5:03)
9. "Oxford Town" (1:50)
10. "Talkin' World War III Blues" (6:28)
11. "Corrina, Corrina" ( Tradițional ) (2:44)
12. "Honey, Just Allow Me One More Chance" (Dylan, Henry Thomas) (2:01)
13. "I Shall Be Free" (4:49)

- Toate cântecele au fost scrise de Bob Dylan cu excepția celor notate.

## Single
- "Blowin' in The Wind" (1963)